# Squash aux Jeux olympiques
Navigation
Le squash est un sport additionnel des Jeux olympiques qui fait son apparition aux Jeux de Los Angeles de 2028.

## Histoire

Logo de la candidature pour les JO 2020

La Fédération mondiale de squash a plusieurs fois candidaté pour que le squash soit ajouté au programme olympique :
- pour les Jeux olympiques d'été de 2012[1] ; lors de la 118e session du CIO, squash et karaté ont tous deux obtenu 51 % des votes qui les rendaient éligibles, mais n'obtiennent pas les deux tiers qui leur auraient, selon les statuts du CIO, permis d'être programmés.
- pour les Jeux olympiques d'été de 2016[2] ; le squash n'est pas proposé à la 121e session et seuls le golf et le rugby à sept sont intégrés.
- pour les Jeux olympiques d'été de 2020[3],[4] ; le squash, comme le baseball/softball et la lutte, est retenu parmi une liste de 8 propositions mais lors de la 125e session, c'est la lutte qui est choisie pour être incluse dans le programme olympique de 2020 et 2024 (La lutte obtient 49 voix, tandis que le baseball/softball et le squash reçoivent respectivement 24 et 22 voix). Finalement, une nouvelle opportunité pour intégrer des sports est proposé mais le dossier du squash est écarté du processus de vote avant le choix de la 129e session (baseball/softball, karaté, escalade, surf et skateboard)
- pour les Jeux olympiques d'été de 2024[5] ; nouvel échec car le comité d'organisation décide de ne pas présenter le dossier de la fédération malgré l'implication de Camille Serme, Française 4e joueuse mondiale[6], introduisant comme nouvelle discipline le breaking.

La cinquième candidature sera la cette fois-ci concluante pour les Jeux olympiques d'été de 2028. En août 2022, le squash fait partie d'une liste restreinte de neuf sports à inclure dans les jeux, avec des présentations qui devraient être faites plus tard ce mois-là. Le 9 octobre 2023, LA 2028 propose 5 sports : Baseball/Softball, Cricket (Twenty20), Lacrosse (6x6), Flag Football et Squash. La décision a été entérinée par la 141e session du CIO.

## Événement
• = officiel
| Jeux             | 28 |
| ---------------- | -- |
| Tournoi masculin | •  |
| Tournoi féminin  | •  |

## Palmarès

### Hommes
| Édition | Lieu                          | Médaille d'or, Jeux olympiques | Médaille d'argent, Jeux olympiques | Médaille de bronze, Jeux olympiques |
| 2028    | Los Angeles Universal Studios |                                |                                    |                                     |

### Femmes
| Édition | Lieu                          | Médaille d'or, Jeux olympiques | Médaille d'argent, Jeux olympiques | Médaille de bronze, Jeux olympiques |
| 2028    | Los Angeles Universal Studios |                                |                                    |                                     |

## Tableau des médailles
Le tableau ci-dessous présente le bilan par nations, des médailles obtenues au squash lors des Jeux olympiques d'été, à partir de 2028. Le rang est obtenu par le décompte des médailles d'or, puis en cas d'ex æquo, des médailles d'argent, puis de bronze. 
| Rang | Nation | Or | Argent | Bronze | Total |
| ---- | ------ | -- | ------ | ------ | ----- |